# Црногорско оро
Црногорско оро је најпопуларнија народна игра која се изводи широм Црне Горе. Позната је у различитим облицима, као Црмничко оро, Зетско оро, Катунско оро и Ријечко оро. Оро на исти начин играју и Срби у Херцеговини. Оро се игра уз песму, али га традиционално не прате музички инструменти.
У прошлости Оро није означавало само игру, већ скуп момака и девојака, ожењених и удатих, одраслих и старијих особа на којем се игра, пева, весели, шали, воде разговори, гусла и играју друге друштвене игре.
Једну од најбољих уметничких изведби ове игре креирао је познати црногорски етнолог и кореограф Драшко Савковић.
Последњих година у туристичким дестинацијама у Црној Гори домаћини туристе често дочекују културно-уметничка друштва, изводећи баш ову игру, а такође се Ором Црна Гора представља на различитим манифестацијама широм света.
Црногорско оро заштићено је 2016. године као нематеријално културно наслеђе Црне Горе. Тако је ова древна фолклорна игра уписана као седми елемент у Националном регистру нематеријалног културног наслеђа које има статус добра.

## Оро у фолклору Црне Горе
Народне игре заузимају значајно место у фолклорном стваралаштву Црне Горе. Веома су разноврсне, јер су вековима настајале у складу са специфичним условима живота народа Црне Горе, прилагођавајући се културним и друштвеним потребама. Постанком и развојем, игре из Црне Горе већином припадају ширем динарском и приморском фолклорном подручју. Најкарактеристичније су оне из Старе Црне Горе – Зетско коло, Црмнички оро и игра у двоје.
Оро је од давнина била најпопуларнија народна игра у Црној Гори. Играла се на целој територији ове балканске државе. Играли су га и у кућама и на ливадама, дању или ноћу, приликом весеља и свечаности у свако доба године. Ноћу су се играчи осветљавали светлошћу запаљених лучи. Готово да ни једно весеље није могло проћи без ове игре. Играчи су песмом подстицани да уђу у игру и да боље, брже и веселије играју. То весеље је трајало дуго, понекад до зоре. Раније су ови скупови били чести, а данас ретко да се могу видети, углавном о неком празнику. Весеља су се организовала углавном зими, у време празника, када је најмање домаћих обавеза. Како лети сеоско становништво има много посла и нема много свечаности, тада се ретко играло, и тада обично на отвореном простору — гумну. Једино се није играло, као ни друге народне игре које се играју уз песму, када је братство, село или племе у короти односно жалости због смрти братственика, сељанина или племеника. У Ору обично играју одрасли мушкарци и жене, без обзира да ли су ожењени, односно удати или не, али не заостају ни деца, која су од малена учила ову игру, у свему подражавајући одрасле. Гипко, тачно и елегантно играње Ора сматрано је врлином.
Оро се играло како у сеоским, тако и у варошким, односно градским срединама. Између варошког и сеоског Ора постојале су неке разлике. У варошким играма су се при окретима избегавале неке фигуре, које су се сматрале непристојним, док су у сеоском Ору оне биле уобичајене. У градским срединама се у том смислу мање пазило на смрт појединца, па се није играло само у случају смрти значајних личности.
У ранија времена, када се заврши зидање куће и породица треба да се усели, у долини реке Зете постојао је обичај да се позову гости, углавном млади момци и девојке, на игранку. У добром расположењу играло би се до јутра. На крају, када би сви гости отишли задовољни својим кућама, остајао је задовољан и домаћин, коме су својом игром добро утабали под, јер у то време нису све куће имале патос, већ је под био посут земљом или песком.

## Етимологија
Према научним изворима, назив оро настао је од грчке речи „хорос” што значи „скуп људи”, „игранка”, „игра”, док Велимир Вујовић у својој књизи „Црногорско оро у Црмници” наводи да је то „скуп на коме се игра”.
У народу се верује да је игра добила име по птици орлу (у народном говору изговара се "о'ро"), пошто се самом игром преставља орловски полет.

## Опис игре
Оро представља више од окупљања заједнице и играње у његовом најозбиљнијем смислу. Типично игра почиње тако што се млади мушкарци и жене окупе у кругу, најчешће мушкарци на једној, а жене на другој страни и почну да певају. Певају се обично песме у облику ругалице према некоме са друге стране, којим га зачикавају да уђе у коло и почне игру. У Катунској нахији Оро се играло углавном уз јуначке народне песме. Један од најхрабријих момака улази у коло и почиње да игра, подвикујући и ширећи руке као орао крила. Циљ игре је да освоји девојку. Публика одмах одговара повратном песмом, која је или похвална или га исмева. Играч позива у круг жену са којом се унапред договорио или неку коју је привукла његова игра. Жена иступа из реда осталих и стаје према своме играчу на другој страни кола и игра започиње. Мушкарац почиње играти десном ногом. Укрсти десну ногу испред леве и поскочи двапут у месту, на врховима прстију, орловски ширећи руке на обе стране и подвикујући. Пошто је двапут скочио у вис с десном ногом, укоченом напред, укрсти леву ногу напред и понови скок. Ове скокове понови неколико пута пре него што му се у игри придружи и жена. Она такође опонаша орла и на исти начин укршта ноге али су њени скокови много елегантнији. Симболично, док он са раширеним и подигнутим рукама представља снажног орла, она са спуштеним рукама, према неким изворима представља женку орла, док према другима представља нежну ластавицу. Све време игре публика наставља песмом да бодри играче. Када се пар умори, они се међусобно пољубе у образ, а други пар ускаче у коло, док се певање публике наставља без прекида.
Игра се обично завршава тако што једна група младића формира коло, док друга, мања група формира друго коло на њиховим раменима. Ово је најпрепознатљивија сцена, позната и под називом „коло на коло”, која је најчешћа тема на фотографијама којима се илуструје ова игра.

## Нематеријално културно наслеђе
Црногорско оро Заштићено је 2016. године као нематеријално културно наслеђе Црне Горе. Тако је ова фолклорна игра уписана као седми елемент у Националном регистру нематеријалног културног наслеђа које има статус добра.
У јулу исте године у парку на Булевару Светог Петра Цетињског у Подгорици, иза старе зграде Владе, постављена је у част ове игре скулптура „Црногорско оро”, рад вајара Митра Живковића. Скулптура је рађена у полиестеру и представља осам играча у црногорским ношњама, у препознатљивој сцени „коло на коло” и висока је 5,5 метара. Скулптура је 2020. измештена, прво на привремену локацију у суседној општини Даниловград, а убрзо потом и на нову локацију, на Булевар 21. мај у подгоричком насељу Доња Горица.